# Daiki Niwa
Daiki Niwa (丹羽 大輝, Niwa Daiki, Kawachinagano, 16 januari 1986) is een Japans voetballer die als verdediger speelt bij FC Tokyo.

## Carrière
Daiki Niwa speelde tussen 2004 en 2011 voor Gamba Osaka, Tokushima Vortis, Omiya Ardija en Avispa Fukuoka. Hij tekende in 2012 bij Gamba Osaka.

## Statistieken
| Japans voetbalelftal | Japans voetbalelftal | Japans voetbalelftal |
| Jaar                 | Wed.                 | Dlp.                 |
| -------------------- | -------------------- | -------------------- |
| 2015                 | 2                    | 0                    |
| Totaal               | 2                    | 0                    |